# New Westminster (circonscription britanno-colombienne, 1871-1890)
Pour les articles homonymes, voir New Westminster (homonymie).
Circonscription électorale provinciale du Canada
New Westminster est une ancienne circonscription provinciale de la Colombie-Britannique représentée à l'Assemblée législative de la Colombie-Britannique de 1871 à 1890.
La circonscription est l'une des douze première circonscriptions de la Colombie-Britannique.

## Géographie
La circonscription était située dans la région de la ville de New Westminster.

## Liste des députés
1871-1886
| Législature     | Années          | Député          | Député                  | Parti           | Député          | Député                   | Parti           |
| New Westminster | New Westminster | New Westminster | New Westminster         | New Westminster | New Westminster | New Westminster          | New Westminster |
| --------------- | --------------- | --------------- | ----------------------- | --------------- | --------------- | ------------------------ | --------------- |
| 1re             | 1871–1875       |                 | William James Armstrong | Indépendant     |                 | Josiah Charles Hughes    | Indépendant     |
| 2e              | 1875–1878       |                 | William James Armstrong | Indépendant     | Ebenezer Brown  | Indépendant-gouvernement |                 |
| 3e              | 1878–1881       |                 | Wellington John Harris  | Gouvernement    |                 | Donald McGillivray       | Gouvernement    |
| 4e              | 1882-1886       |                 | James Orr               | Opposition      |                 | John Robson              | Opposition      |

1886-1890
| Législature                             | Années    | Député | Député    | Parti      | Député | Député      | Parti      | Député | Député               | Parti      |
| --------------------------------------- | --------- | ------ | --------- | ---------- | ------ | ----------- | ---------- | ------ | -------------------- | ---------- |
| 5e                                      | 1886–1890 |        | James Orr | Opposition |        | John Robson | Opposition |        | William Henry Ladner | Opposition |
| Circonscription de New Westminster City |           |        |           |            |        |             |            |        |                      |            |